# Bootswerft Hatecke

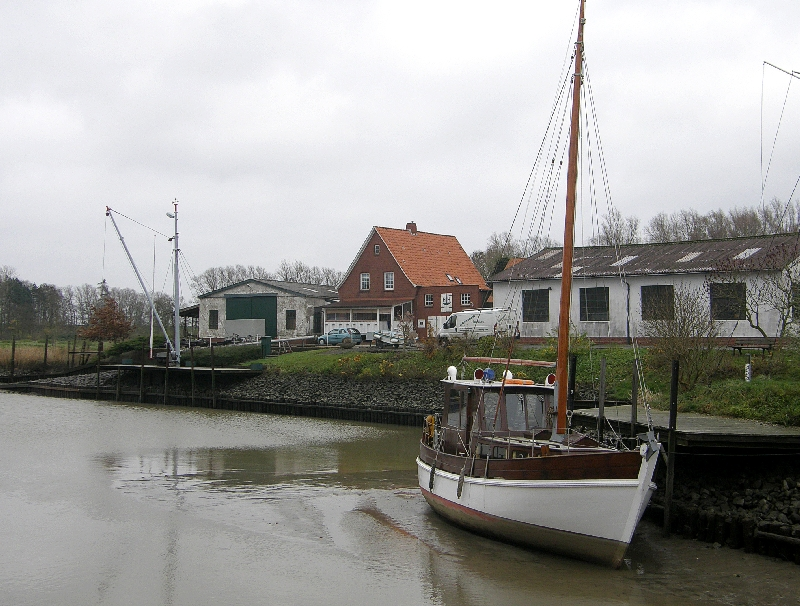
Bootswerft Hatecke am Freiburger Hafenpriel

Die Bootswerft Hatecke ist eine im Jahre 1861 gegründete Yacht- und Bootswerft in Freiburg/Elbe, die besonders für den Bau von Börtebooten bekannt ist.

## Geschichte
Die Werft wurde 1861 von Berthold Hermann Hatecke (1838–1893) gegründet, der auf der Rencke-Werft in Harburg eine Ausbildung zum Schiffszimmerer absolviert hatte. Das ursprüngliche Hauptgeschäft des Unternehmens bestand in der Reparatur von Frachtseglern, die auf der Elbe vor Freiburg auf Reede lagen. Daneben entstanden auf der Werft auch Holzboote. Die größten dort gefertigten Schiffe waren vier Ewer mit einer Tonnage von 60 bis 80 Tonnen. Nach dem Tod von Berthold Hermann Hatecke führte sein Sohn Hermann (1876–1966) das Unternehmen in Freiburg weiter; dessen Bruder Wilhelm gründete 1903 eine eigene Werft in Dornbusch, die heute auf die Fertigung von Rettungsbooten spezialisiert ist. Zwischen 1900 und 1914 entwickelten sich Abwrackarbeiten zu einem weiteren Geschäftszweig der Freiburger Werft.
Im Jahr 1931 übernahm Heinrich Hatecke (1805–1983) das Unternehmen von seinem Vater Hermann. Unter seiner Leitung wurden neben Fischkuttern und Segelyachten bis zum Ausbruch des Zweiten Weltkriegs auch bereits etwa 20 Helgoländer Börteboote gebaut. Nach der Rückgabe Helgolands entstanden von 1954 bis 1972 etwa 25 weitere Börteboote auf der Werft, die ab 1967 in 4. Generation von Jürgen Hatecke geleitet wurde. Ab den 1960er Jahren wurden vorrangig Segel- und Motoryachten bis zu einer Länge von 20 Metern gefertigt. Auch Traditionsschiffe wie ein Schoner wurden in dieser Zeit aus Holz gebaut.
Das weiterhin im Holzschiffbau tätige Unternehmen wird seit 1995 in 5. Generation von Reiner Hatecke geführt. 